# Plants vs. Zombies 2: It's About Time
Plantas contra Zombis 2 (título original: Plants vs. Zombies 2, y originalmente subtitulado: It's About Time) es un videojuego gratuito de defensa de torres de 2013 desarrollado por PopCap Games y publicado por Electronic Arts. Es la secuela de Plants vs. Zombies y se lanzó mundialmente en la App Store de Apple el 15 de agosto de 2013 y en Google Play el 2 de octubre de 2013. El jugador defiende el jardín de los zombis colocando diversas plantas. Debe luchar contra los zombis en diferentes épocas, como el Antiguo Egipto, la Edad de Oro de la Piratería, el Viejo Oeste, la Última Edad de Hielo, Mesoamérica, el futuro, la Alta Edad Media, la década de 1980, el Período Jurásico, la década de 1960 y el presente.

## Premisa
El protagonista del juego utiliza una máquina del tiempo llamada «Penny» para viajar a diferentes escenarios pseudohistóricos con su vecino, «Crazy Dave», para encontrar el taco de Dave. El protagonista participa en una carrera en el tiempo con el «Dr. Zomboss», el principal antagonista del juego anterior, que intenta evitar una paradoja.

## Modo de juego
Plants vs. Zombies 2 es un juego gratuito —a diferencia de su predecesor— que admite monedas gratuitas en la aplicación para usar ciertas habilidades de potenciador: «Plant Food», un nuevo potenciador, permite que las plantas se enciendan durante diferentes períodos de tiempo. Cada planta tiene su propia habilidad cuando se le da alimento vegetal. Los jugadores pueden completar todo el juego sin comprar estas habilidades, algunas de las cuales se pueden obtener a lo largo del juego en lugar de comprarlas. Además, los usuarios pueden subir de nivel sus plantas usando paquetes de semillas (que se encuentran en el juego con dinero real.) para permitirles mejorar permanentemente sus habilidades. Los jugadores pueden iniciar un tutorial opcional frente a la casa del jugador. Luego, el jugador viaja al Antiguo Egipto y puede ganar «World Keys» en el juego venciendo al Dr. Zomboss al final de cada mundo, que se usa para desbloquear nuevos mundos (esto requería una cierta cantidad de estrellas en actualizaciones anteriores). Los mundos incluyen Pirate Seas, Lost City, Far Future, Jurassic Marsh, entre otros. La versión China tiene cinco mundos adicionales, que son «Kongfu World», «Sky City», «Steam Age», «Heian Age» y «Renaissance Age». A medida que los jugadores avanzan de nivel, desbloquean nuevas plantas, cada una con ventajas y mejoras únicas.

## Desarrollo
En agosto de 2012, PopCap anunció que estaban trabajando en una secuela de su juego anterior, Plants vs Zombies, y que incluirían "nuevas funciones, la configuración y las situaciones". En un anuncio más tarde, la compañía confirmó que el nuevo juego sería lanzado el 18 de julio de 2013. El 26 de junio de 2013, PopCap anunció en su página de Twitter que el juego sería liberar más tarde de lo anunciado anteriormente . El 9 de julio, el juego fue lanzado en Australia y Nueva Zelanda en la App Store de iOS y salió en todo el mundo el 15 de agosto de 2013. La versión de Android fue lanzado mundialmente el 23 de octubre de 2013.

### Realización
Se esperaba que el juego se lanzara por primera vez en iOS el 18 de julio de 2013. El 26 de junio, se anunció que el juego se retrasó hasta finales del verano en la cuenta oficial de Twitter del juego. El juego se lanzó en las tiendas de aplicaciones de Australia y Nueva Zelanda el 9 de julio para probar la capacidad del servidor. Se lanzó en todo el mundo en iOS el 15 de agosto y, en cinco días, encabezó las listas de aplicaciones gratuitas en 137 países. El 12 de septiembre, PopCap Games lanzó el juego para Android en China en Baidu AppSearch y anunció que llegaría a Google Play en todo el mundo más adelante ese mismo año. El 2 de octubre, el juego se lanzó en las tiendas Google Play de Australia y Nueva Zelanda.

## Recepción crítica
El juego recibió comentarios en su mayoría positivos de usuarios y críticos, a pesar de utilizar compras dentro de la aplicación. Los críticos elogiaron principalmente la jugabilidad y los gráficos. Tiene una puntuación Metacritic de 86/100 basada en 36 reseñas. PopCap Games anunció en Gamescom el 20 de agosto de 2013 que el juego se había descargado 15 millones de veces, lo que lo convierte en el lanzamiento de juego móvil de EA más exitoso. Diez días después, se anunció que el juego se había descargado 25 millones de veces, superando las descargas del primer juego. Apple eligió Plants vs. Zombies 2 como segundo juego del año para iPhone en 2013.
El día 16 de julio de 2019, EA confirmó Plants vs. Zombies 3 en su sitio web, el juego actualmente está en desarrollo. 